# Leioproctus cyaneorufus
Leioproctus cyaneorufus är en biart som först beskrevs av Cockerell 1930.  Leioproctus cyaneorufus ingår i släktet Leioproctus och familjen korttungebin. Inga underarter finns listade i Catalogue of Life.

## Bildgalleri

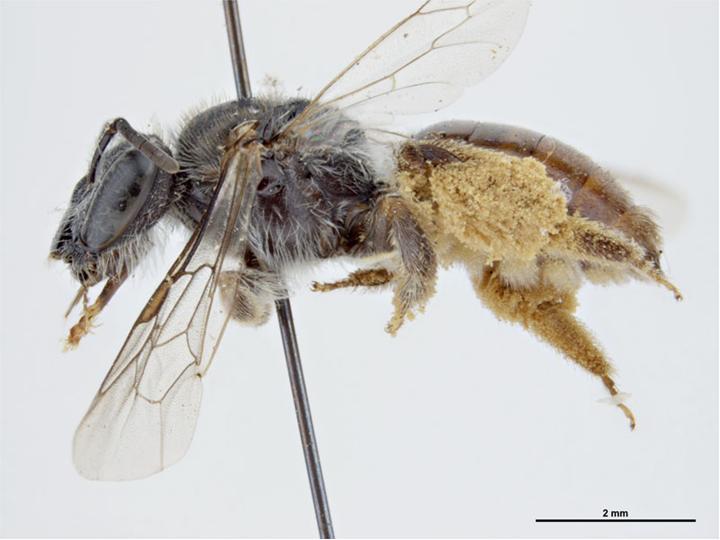
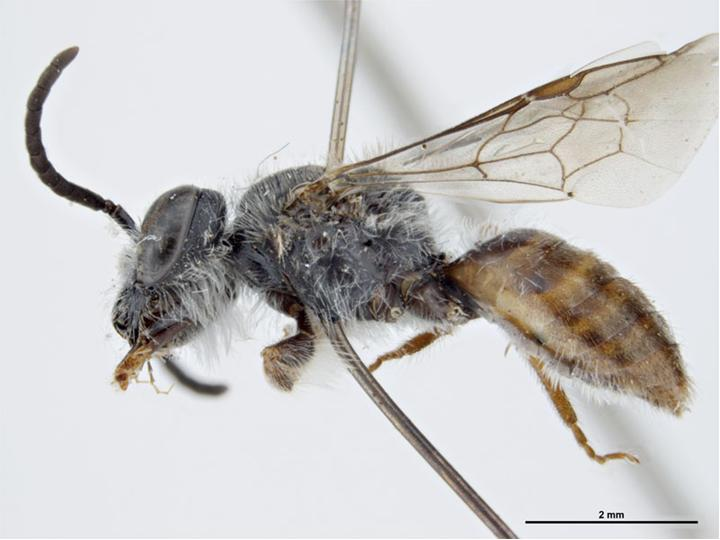